# Seznam zámků v Ústeckém kraji
Seznam zámků v Ústeckém kraji obsahuje alespoň částečně zachované zámky v Ústeckém kraji.

## B
- Benešov nad Ploučnicí
- Bílence
- Bílina
- Blatno
- Blšany u Loun
- Boreč
- Brňany
- Brocno
- Brodec
- Brody
- Bynov

## C
- Cítoliby

## Č
- Červený hrádek
- Česká Kamenice
- Čížkovice

## D
- Děčín
- Divice
- Dlažkovice
- Dobříčany
- Domoušice
- Duchcov

## E
- Encovany

## H
- Hliňany
- Horní Beřkovice
- Hrdly

## Ch
- Chcebuz
- Chomutov
- Chrámce

## J
- Janov
- Jelení (v Lubenci)
- Jezeří
- Jílové
- Jištěrpy

## K
- Kalek
- Kamýk
- Kaštice
- Klášterec nad Ohří
- Konojedy
- Korozluky
- Kostomlaty pod Milešovkou
- Košťany
- Krásné Březno
- Krásný Dvůr
- Krásný Les
- Kristin Hrádek
- Křemýž

## L
- Lenešice
- Libčeves
- Liběšice
- Libočany
- Libochovany
- Libochovice
- Libořice
- Libouchec
- Líčkov
- Lichtenwald
- Lipno
- Lipová (nový zámek)
- Lišnice
- Litvínov
- Lniště
- Lovosice
- Lukavec
- Lužec

## M
- Mašťov
- Měcholupy
- Milčeves
- Milešov
- Milošice
- Mirošovice
- Mlýnce
- Mradice
- Mstišov (též Dvojhradí nebo Tuppelburg)
- Mšené

## N
- Nepomyšl
- Nové Sedlo
- Nový hrad

## O
- Okna

## P
- Panenský Týnec
- Pátek
- Peruc
- Pětipsy
- Petrohrad
- Ploskovice
- Pnětluky
- Podmokly
- Poláky
- Postoloprty

## R
- Radonice
- Rokle
- Roudnice nad Labem
- Rumburk
- Rybňany
- Rynartice

## S
- Skalka
- Skrytín
- Skytaly
- Snědovice
- Sokolí hnízdo
- Staňkovice
- Stekník
- Strkovice
- Struhaře
- Sukorady
- Světec

## Š
- Škrle
- Šluknov

## T
- Teplice
- Toužetín
- Trmice (nový zámek)
- Třebívlice
- Třebušín
- Tuchlov
- Tuchořice

## U
- Údlice

## V
- Veliká Ves
- Velké Březno (nový zámek)
- Velké Březno (starý zámek)
- Velké Žernoseky
- Velký Újezd
- Vičice
- Vilémov
- Vintířov
- Vrbičany
- Vršovice

## Z
- Zahořany

## Ž
- Želeč
- Žitenice